# Sacrari militari della prima guerra mondiale in Italia
| |  |  |
| I sacrari militari di Redipuglia, Oslavia e Caporetto ospitano le spoglie di oltre 164 000 soldati italiani caduti durante la prima guerra mondiale sul fronte dell’Isonzo |  |  |

I sacrari militari della prima guerra mondiale in Italia sono quei complessi architettonici e monumentali progettati e realizzati soprattutto dal regime fascista per accogliere e commemorare le spoglie dei soldati morti in guerra, con particolare riguardo ai caduti nella prima guerra mondiale (o Grande Guerra) e tesi a celebrarne il culto con cerimonie di massa finalizzate all'esaltazione dell'eroismo, del sacrificio, della morte in battaglia e del carattere sacro della vittoria sul nemico, tramite un elaborato apparato simbolico e iconografico e l'uso degli spazi, non solo architettonici, ma anche del paesaggio naturale e "storico".

## Premessa
L'edificazione dei sacrari militari della prima guerra mondiale, salvo rare ed isolate eccezioni, fu pianificata e portata a compimento sotto lo stretto e vigile controllo del regime fascista, e la supervisione di Benito Mussolini in persona, che provvide a delineare un preciso quadro normativo che vincolasse rigidamente ogni iniziativa progettuale in tal senso alle esigenze del disegno propagandistico dello Stato fascista.
| |  |  |
| I sacrari militari di Asiago, Monte Grappa e Pasubio ospitano le spoglie di oltre 82 000 militari italiani ed austro-ungarici caduti durante la prima guerra mondiale sul fronte alpino |  |  |

Si trattava, in sostanza, da parte dello stesso fascismo di autocelebrare la propria vittoria sui nemici politici e la conseguente presa di potere alla guida della Nazione attraverso l'esaltazione della guerra vittoriosa e di coloro che vi erano morti per portare a compimento con il loro sangue l'opera di unificazione dell'Italia con quella che venne interpretata come l'ultima e definitiva guerra d'indipendenza nazionale. Per queste ragioni i sacrari dovevano prendere il posto sia degli ossari tradizionali sia dei monumenti ai caduti sia, infine, degli stessi cimiteri di guerra: spazi nuovi per una nuova Italia militarizzata, guerriera e fascista.
Pressoché tutti i sacrari italiani sorgono negli stessi luoghi del territorio nazionale ove si svolse il primo conflitto mondiale: il «teatro di guerra» subì una metamorfosi e si trasfigurò in «architettura del silenzio» carica di significati, che ancor oggi connota e storicizza quel paesaggio, facendo di esso il luogo della memoria privilegiato dal regime. Fondata su una poetica ricca di implicazioni simboliche, che danno vita a una nuova retorica della morte, a una nuova epica, a nuovi miti e nuovi riti, l'architettura dei sacrari non rinnega ma rielabora e riutilizza per i propri scopi i simboli funebri della religione cattolica, riuscendo a far convivere il culto della morte e della resurrezione con quello vitalistico della stirpe.
Furono il Veneto, il Friuli-Venezia Giulia, il Trentino-Alto Adige (le Tre Venezie) ad accogliere questa «architettura necessaria», come la preconizzò e la definì Margherita Sarfatti fin dal 1923.
La realizzazione della maggior parte dei sacrari di guerra in Italia si colloca nell'arco temporale che va dal 1931 - anno nel quale fu emanata la prima legge organica in materia di sepoltura e onoranza dei caduti - al 1939.

## Ossari risorgimentali
L'onoranza dei morti in battaglia dopo le guerre d'indipendenza del Risorgimento e i riti per celebrarne la memoria non mancarono, ciò che venne meno, invece, furono i presupposti per trasformare in mito collettivo l'esperienza della guerra e la diffusione di un culto nazionale del caduto. Lo storico Emilio Gentile ha messo in luce le difficoltà di costruire una religione civile per l'Italia post-risorgimentale: la borghesia laica e anticlericale respingeva, infatti, il misticismo di Mazzini e ciò che esso comportava, cioè il mito della rivoluzione di popolo consacrata a resurrezione spirituale e morale degli italiani attraverso il «sacrificio rigeneratore dei martiri». La borghesia concentrò ogni sforzo di educazione degli italiani sulla scuola e sull'esercito, che fu trasformato in uno strumento di repressione interna, accentuandone il carattere classista distaccato dal corpo sociale del Paese. Questo contribuì a mettere in ombra gli ideali che avevano mosso i volontari, come i garibaldini, a lottare per una Patria comune per diventare «l'espressione della volontà generale di un popolo». Cadevano così i presupposti per trasformare in mito collettivo l'esperienza delle guerre d'indipendenza e per diffondere un culto nazionale del caduto, che ebbe carattere occasionale e non organizzato dallo Stato.
Le piazze d'Italia si riempirono di monumenti che esaltavano l'eroe individuale, piuttosto che il sacrificio collettivo dei soldati. Lo Stato unitario si astenne dall'amministrare il culto dei caduti, lasciando ogni iniziativa alle associazioni di veterani, ai comitati spontanei, alle società private, come la Società Solferino e San Martino, fondata nel 1869.
Furono queste associazioni a promuovere la costruzione dei primi ossari monumentali, che dovevano celebrare le guerre d'indipendenza: tra il 1866 e il 1906 ne furono costruiti circa 40.
Sotto il profilo architettonico e stilistico gli ossari risorgimentali non si discostano dai modelli funerari tradizionali del passato, assunti come archetipi: prevalgono i motivi simbolici della piramide e dell'obelisco, tipologie già presenti nell'architettura funeraria egizia prima, romana poi e ripresi in età illuminista, neoclassica e dallo storicismo romantico, che aveva in Italia, come suo più autorevole teorico, Camillo Boito, la cui influenza è evidente nell'ossario di Custoza (1879), mentre in quello di San Martino della Battaglia (1893) si preferisce uscire dagli schemi ed erigere una torre merlata medievaleggiante, dalla cui sommità si poteva avere una veduta completa dei campi di battaglia fino al lago di Garda.
La preferenza di custodire i resti dei soldati morti nelle guerre d'indipendenza negli ossari invece che nei cimiteri di guerra nasceva da almeno tre ragioni: la prima era che la pratica della sepoltura individuale in appositi cimiteri militari non era ancora diffusa in Europa e l'Italia non fece eccezione; la seconda fu dovuta alla struttura gerarchica, ancora rigidamente classista, della società italiana dell'epoca, in cui non c'era posto per un culto che esaltasse il soldato comune; la terza era che lo Stato unitario, laico e anticlericale, aveva allontanato la Chiesa cattolica dall'Esercito in seguito alla questione romana e ciò impedì l'integrazione della religione civile della Patria con quella cattolica e di una liturgia funebre che fondasse il culto del caduto sull'idea di sacrificio e martirio.

## Cimiteri della grande guerra
Alla fine della grande guerra l'Italia conta oltre 650 000 morti e si trova a dover fare i conti con l'enorme problema della loro sepoltura. Si avvertì anche il bisogno di elaborare il lutto per un così gran numero di caduti, di conservarli, commemorarli e celebrarli con nuovi culti e liturgie che tenessero conto che il conflitto era stato una vera e propria esperienza di massa e come tale doveva essere onorata.
I primi cimiteri di guerra nacquero già durante il conflitto, erano spesso recinti provvisori, sorti nelle immediate vicinanze delle prime linee e dei campi di battaglia. Il carattere precario di queste sepolture e la miriade di cimiteri sparsi in un territorio vasto e spesso impervio impose ben presto la necessità da parte dello Stato di provvedere altrimenti, razionalizzando e organizzando in modo organico gli spazi da dedicare ai caduti.
Il Regio decreto 13 aprile 1919 istituì la Commissione Nazionale per le Onoranze ai Militari d'Italia e dei Paesi Alleati Morti in Guerra presso il Ministero dell'Interno sotto la direzione del Maresciallo d'Italia Armando Diaz. Il decreto-legge 29 gennaio 1920 affidava questo servizio speciale al Ministero della guerra (Direzione Centrale di Sanità Militare) «a ciò che lo reggesse un criterio unico e un'opportuna disciplina», il decreto 10 marzo dello stesso anno istituì un Ufficio Centrale per la Cura e le Onoranze alle Salme dei Caduti di Guerra (COSCG), con organo esecutivo avente sede dapprima a Udine, sotto la direzione del colonnello Vincenzo Paladini, coadiuvato dal capitano Giannino Antona-Traversi e successivamente a Padova, a partire dal 1927 e sotto la direzione del generale Giovanni Faracovi.
Compito prioritario dell'Ufficio Centrale fu di «riconoscere tutto il vasto campo delle operazioni allo scopo di rintracciare ogni tomba isolata ed esumarne la salma, rintracciare i cadaveri dispersi, possibilmente individuarli e raccoglierne le ossa».
Il teatro di guerra fu diviso in cinque zone (Brescia, Trento, Treviso, Udine, Gorizia), assegnando ciascuna di esse a una sezione staccata. Migliaia di cimiteri a ridosso delle prime linee furono soppressi, riducendoli da 2876 (2591, secondo altre fonti) a 349. Di questi 64 furono costruiti ex novo, i restanti furono inseriti nei cimiteri civili appositamente ampliati e consegnati in convenzione ai rispettivi comuni per la cura e la manutenzione.
Anche questa, però, era una soluzione provvisoria, perché i terreni su cui erano costruiti i nuovi cimiteri non erano di proprietà dello Stato ma dati in affitto con contratti decennali; era necessario risolvere il problema di una «sepoltura perpetua». Ciò fu reso possibile grazie alla nomina, nel 1927, di un Commissario straordinario per le Onoranze ai Caduti in Guerra, il generale Giovanni Faracovi. Il 15 novembre 1928, Faracovi presentò un Programma generale per la sistemazione definitiva delle sepolture militari italiane, approvato dal Ministero della Guerra e dal Capo del Governo, piano che conteneva già le linee guida della futura campagna di costruzione dei sacrari.

## Sacrario militare del Pasubio

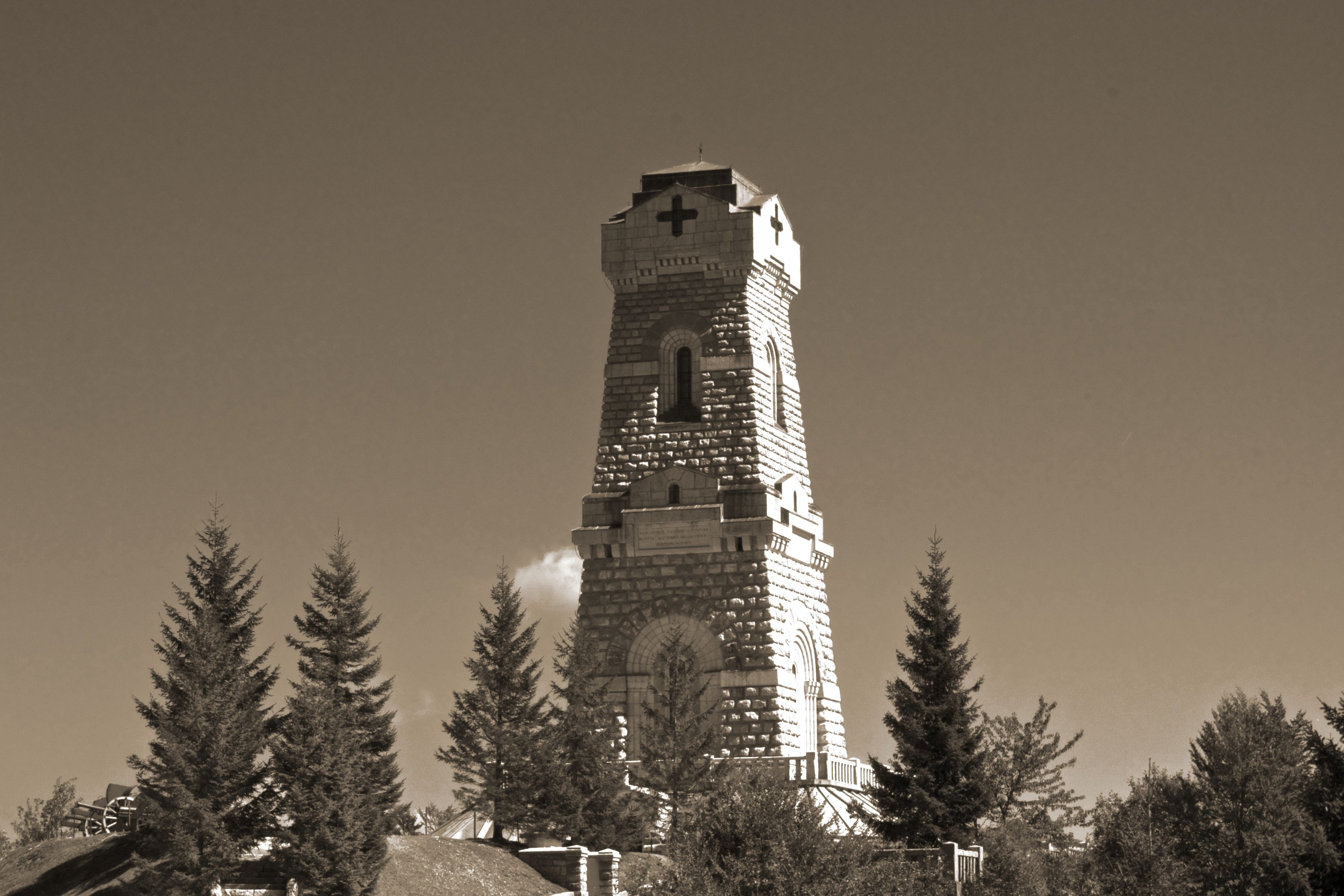
Sacrario del Pasubio-Colle Bellavista, Pian delle Fugazze (VI).

Il sacrario militare del Pasubio e, in misura minore, l'ossario del Monte Cimone a Tonezza, seguirono un percorso diverso da quello degli altri sacrari italiani della Grande guerra. Come ci informa Daniele Pisani «due sono le figure di riferimento nella vicenda che conduce alla realizzazione del sacrario: il vescovo di Vicenza Ferdinando Rodolfi e il generale Guglielmo Pecori Giraldi, che esprime il desiderio di venirvi sepolto. L'idea di costruire un ossario su quel fronte era però sorta già nel 1917, su iniziativa di alcuni soldati che avevano richiesto al vescovo una Madonna da collocare in una delle gallerie militari del Pasubio trasformate in sacello; il vescovo aveva donato loro una Immacolata e si era fatto promotore di una sottoscrizione, al fine di conservare un luogo sacro sulle pendici del Pasubio, che avrebbe dato luogo a guerra finita a un comitato nazionale: la Fondazione 3 Novembre 1918.»
Per la costruzione del monumento venne scelto il Colle Bellavista, a 1217 metri d'altitudine e poco distante dal Pian delle Fugazze, in posizione dominante e panoramica sia verso il Pasubio sia verso la pianura veneta e la sottostante Val Leogra. I lavori iniziarono nel febbraio del 1920, nell'agosto 1921 venne posta la prima pietra, il 29 agosto 1926 l'ossario fu inaugurato dal re d'Italia Vittorio Emanuele III. Responsabile ed esecutore del progetto era il vicentino Ferruccio Chemello, architetto di fiducia della Curia di Vicenza ed autore di numerosi monumenti ai caduti nella provincia. Incaricati delle decorazioni dell'ossario furono lo scultore Giuseppe Zanetti, l'artigiano del ferro e bronzista Umberto Bellotto e il toscano Tito Chini (figlio di Chino e secondo cugino del più noto Galileo Chini), al quale si devono il ciclo di affreschi, raffiguranti il martirio e la gloria degli Eroi, e le vetrate. L'ossario si presenta come una torre-faro bugnata, alta 35 m e posta su un basamento a scarpata che ospita due gallerie sotterranee concentriche e una cripta centrale, ove sono custodite individualmente le salme di 70 decorati al valor militare e la tomba del gen. Pecori-Giraldi (qui tumulato nel 1952). Un potente faro posto sulla sommità dell'ossario proiettava di notte una luce tricolore in ogni direzione. Le ossa dei 5 146 soldati italiani e dei 40 soldati dell'esercito austro-ungarico, tutti ignoti, sono ammassate e conservate a vista in teche ricavate nella muratura e separate dallo spettatore da lastre in pietra traforata a forma di croci.
Il monumento ai caduti del Pasubio si può considerare, con il sacello-ossario del Monte Cimone (architetto Thom Cevese, 1929), l'ultimo epigono degli ossari risorgimentali ottocenteschi, sia per l'impianto a torre piramidale con cripta, dove sono conservate e macabramente esibite le ossa dei soldati morti sia per il prevalere esplicito dei simboli religiosi al suo interno su quelli laici sia, ancora, per il ruolo consolatorio che le arti decorative vi svolgono e, ultimo, per la committenza di carattere privato: con il passaggio allo Stato ormai fascistizzato il culto del caduto era destinato a cambiare e il processo estetico ed ideologico di sublimazione e mitizzazione della morte e della guerra avrebbe portato a quella «sacralizzazione dell'arte della politica» auspicata da Mussolini, che avrebbe eternato nell'architettura la memoria di pietra della Nazione.

## Primi sacrari: piano Faracovi e legge 877 del 12 giugno 1931
Il problema di dare una sistemazione definitiva alle salme dei caduti e l'approssimarsi della scadenza dei contratti d'affitto dei terreni che ospitavano i cimiteri di guerra spinse il Commissario straordinario Faracovi a presentare al Ministero della Guerra e a Mussolini un piano vasto e, a suo modo, ambizioso: terminato, sotto la direzione del colonnello Paladini, il lungo ed estenuante lavoro di riesumazione, identificazione e sistemazione dei resti dei caduti nei cimiteri, ormai rivelatisi insufficienti e poco consoni a onorare la loro memoria e il «culto degli eroi», si trattava di dare loro «assetto definitivo, con carattere di perpetuità e di maggior decoro». Le strade da percorrere erano sostanzialmente due: quella di aprire grandi cimiteri di guerra separati da quelli civili, come quelli britannici, francesi, tedeschi, all'interno dei quali collocare gli ossari oppure di realizzare opere monumentali nelle quali «concentrare» le salme, che permettessero «[la loro] individuazione [...] , limitassero le spese di manutenzione e assicurassero la perpetuità del ricordo», come scrisse l'architetto padovano Nino Gallimberti, collaboratore di Faracovi.
Di fatto nel corso degli anni '20 l'idea di costruire sacrari monumentali non si era ancora fatta strada, anzi sembrava esclusa: in una lettera del 29 gennaio 1925 indirizzata al sottosegretario di stato alla presidenza del Consiglio dei Ministri il presidente della Commissione nazionale per le onoranze a i caduti, generale Paolo Morrone, si legge che «l'idea di costruire grandi ossari è stata completamente abbandonata [...] e ormai - in seguito alle disposizioni date da S. E. il Presidente del Consiglio è stato preparato il disegno di legge che mira a conservare in perpetuo i cimiteri militari già riordinati provvisoriamente dall'Ufficio Centrale di Udine».
Tanta prudenza era dettata certamente anche dalle travagliata e sfortunata vicenda del concorso nazionale per un Monumento al Fante - bandito nel 1920 - che avrebbe dovuto sorgere sul monte San Michele, nel Carso goriziano, dove si erano combattute le più cruente battaglie del fronte dell'Isonzo e designato con decreto-legge n. 1386 29 ottobre 1922 tra le «zone monumentali» inviolabili, al pari del Monte Grappa, del Monte Pasubio, del Monte Cengio, del Monte Ortigara. Principali concorrenti erano lo scultore Eugenio Baroni e gli architetti Alessandro Limongelli e Armando Brasini, ciascuno con un progetto diverso. Quello di Baroni, il più interessante sotto il profilo artistico, simbolico e paesaggistico, ebbe il sostegno del giovane architetto milanese Giovanni Greppi, che anni dopo avrebbe realizzato i più importanti sacrari di guerra, ma trovò l'ostilità del nascente fascismo e dell'influente Margherita Sarfatti, molto ascoltata da Mussolini, la quale accusò Baroni di avere concepito un'opera «con troppa madre e poca vittoria», cioè troppo dolente e non abbastanza «guerriera». Le polemiche sul monumento si susseguirono per anni, e alla fine fu proprio il Duce in persona a far calare sul concorso la scure inappellabile del veto.
La svolta impressa da Faracovi a partire dal 1927-1928 fu decisiva: la zona di guerra fu divisa in tre parti: linea dell'Isonzo, linea del Piave, linea montana: «ciascuna di queste doveva avere i suoi Ossari nelle località maggiormente santificate dal sangue degli Eroi. La scelta definitiva dell'area [dovrà] essere decisa in buon accordo con le autorità locali compatibilmente alle potenzialità economiche, usufruendo talvolta di edifici monumentali esistenti o appena iniziati». Il progetto fu approvato da Mussolini, come ci informa lo stesso Gallimberti, e Faracovi dette inizio al piano. Si decise di tenere aperti solo alcuni cimiteri di guerra: quelli di Arsiero, di Santo Stefano di Cadore e di Aquileia. Il primo per l'assetto razionale, che lo avvicinava ai cimiteri militari britannici, il secondo per il carattere privato della sua committenza, il terzo per l'irripetibile valore simbolico e storico: ad Aquileia, infatti, il 26 ottobre 1921 si era svolta la cerimonia della scelta da parte di una madre che aveva perduto il figlio in guerra, delle spoglie del Milite Ignoto, che da lì sarebbero state trasferite in treno con un viaggio-pellegrinaggio all'Altare della Patria a Roma.
I concetti a cui dovevano attenersi le strutture, secondo Faracovi, dovevano essere la Perpetuità, la Individualità, la Monumentalità, riservando Posti d'Onore ai decorati e Promiscua raccolta dei gloriosi Resti unicamente per le Salme non identificate.
Il Ministero della Guerra attribuì al Commissario Faracovi il potere di selezionare e scegliere gli architetti e di attribuire loro gli incarichi senza procedure di concorso. A questo scopo Faracovi, a partire dal 1929, si avvalse della consulenza e della collaborazione del segretario del Sindacato Nazionale Fascista degli Architetti, Alberto Calza Bini. Il gruppo prescelto era formato dagli architetti Fernando Biscaccianti, Pietro Del Fabro, Brenno Del Giudice, Alessandro Limongelli, Felice Nori, Giovanni Raimondi, Orfeo Rossato, Ghino Venturi.
L'operato di Faracovi, durante gli anni del suo commissariato (1927-1933), segnò certamente un punto di svolta per la celebrazione del culto del caduto, coadiuvato nel suo compito dalla decisione del fascismo di accentrare il controllo politico sulla progettazione dei sacrari che trovò sanzione di legge il 12 giugno 1931, tuttavia le soluzioni proposte e i progetti realizzati, sebbene superando la tradizione ottocentesca degli ossari, erano ancora eterogenei dal punto vista stilistico e tipologico e, soprattutto, esaltavano ancora la pietà e il dramma della morte in battaglia più che l'aspetto epico ed estetico della "bella guerra" vittoriosa, come l'aveva cantata il Futurismo e come avrebbe voluto il fascismo. Il nodo della tipologia architettonica resterà ancora irrisolto e le indicazioni che giunsero a Faracovi da parte dei progettisti da lui prescelti furono tutt'altro che univoche.
Nei sacrari progettati dagli architetti di Faracovi possiamo individuare schematicamente le seguenti tipologie con gli edifici che vi fanno riferimento:
- il tempio-ossario: Tempio votivo di Venezia-Lido, di Giuseppe Torres, 1919/1935; Tempio della Pace a Padova, architetto Antonio Zanivan, 1920-1934; Sacrario militare della Santissima Trinità a Schio, di Pietro Del Fabro (1930); Tempio ossario di Bassano del Grappa, di Pietro Del Fabro, 1934; Tempio ossario dei Caduti d'Italia di Udine di Provino Valle e Alessandro Limongelli, 1925-1940; Sacrario militare di Trento all'interno del cimitero monumentale di Trento, di Pietro Del Fabro, 1932
- l'arco trionfale romano: Sacrario militare dello Stelvio, di Pietro Del Fabro, 1932; Arco romano del Pasubio, quota 2035, 1935?; Sacrario militare di Asiago al colle del Leiten, Orfeo Rossato, 1936
- la torre a pianta quadrata : Sacrario del Montello presso Nervesa della Battaglia, di Felice Nori, 1935; Sacrario militare di Pocol presso Cortina d'Ampezzo, di Giovanni Raimondi, 1935
- la torre a pianta circolare: Sacrario militare di Castel Dante a Rovereto, di Fernando Biscaccianti, 1933/1936
- edificio a pianta semicircolare con cripta quadrata: Sacrario militare del Tonale, di Pietro Del Fabro, 1936
- il fortilizio: Sacrario di Oslavia, di Ghino Venturi, 1932/1938
- l'esedra: Sacrario di Fagarè, di Pietro Del Fabro, 1935

Riguardo alla cronologia progettuale e al compimento di alcuni di questi complessi monumentali è importante fare alcune osservazioni: alcuni edifici erano stati progettati addirittura prima del decreto-legge 29 gennaio 1920 e del commissariato Faracovi (è il caso di quasi tutti i templi-ossario) e rientrarono nel quadro del piano accentratore del 1931 solo per essere completati, altri invece furono portati a termine dopo la scadenza del suo mandato. Nella pubblicista di regime, così come nei cinegiornali dell'Istituto Luce, appare di frequente come anno di realizzazione dei sacrari il 1938: questo trova spiegazione nel fatto che in quell'anno il regime celebrò solennemente il ventennale della vittoria, che Mussolini volle esaltare di persona recandosi in Veneto, in Friuli-Venezia Giulia e in Trentino-Alto Adige sui luoghi ove si era combattuto e dove erano stati edificati i sacrari, inaugurando anche quelli già terminati anni addietro con cerimonie di massa amplificate dalla stampa e dai mezzi di comunicazione. A Padova, il 26 settembre, due giorni prima dell'inizio della Conferenza di Monaco, Mussolini ribadisce che l'Italia sarà a fianco della Germania in caso di crisi internazionale.
Il viaggio del Duce fu celebrato nel numero monografico della rivista «Le Tre Venezie».
È importante notare come il 1938 sia stato un anno cruciale per l'Europa e per l'Italia fascista: il 13 marzo la Germania nazista avevo annesso l'Austria (Anschluss) e ciò aveva segnato un ripensamento di Mussolini nei confronti di un'eventuale alleanza con Hitler, con il quale i precedenti rapporti erano stati tesi proprio nel timore di un'espansione verso l'Italia dei confini tedeschi. L'avvicinamento tra i due dittatori sembra trovare conferma con il viaggio di Hitler in Italia nei primi di maggio. Il 18 settembre, durante il suo viaggio nelle Tre Venezie Mussolini pronuncia a Trieste il suo primo discorso in pubblico contro gli ebrei, dando l'annuncio delle leggi razziali, con le quali il regime fascista si proponeva di compiacere l'alleato tedesco. Tra il 28 e il 30 settembre si svolse la Conferenza di Monaco, alla quale partecipò anche l'Italia, con Mussolini che si assunse il ruolo di mediatore e di paciere e durante la quale Gran Bretagna e Francia acconsentirono all'annessione della Cecoslovacchia da parte della Germania (appeasement). Una delle conseguenze della Conferenza fu che Mussolini si sentì autorizzato a invadere da lì a poco l'Albania in funzione di una politica espansionistica nei Balcani tesa a ingrandire e rafforzare l'Impero. In questa temperie che prelude all'ormai prossima catastrofe appare chiaro che il viaggio di Mussolini ai campi di battaglia della Grande guerra non ha nulla di casuale: il clima è quello di una nazione che si prepara allo scontro e le visite ai sacrari monumentali sono del tutto funzionali alla mobilitazione di massa degli italiani: il richiamo ossessivo al sacrificio e all'eroismo degli italiani e l'esaltazione dei simboli di morte legati al culto dei caduti sono il macabro presagio dell'imminente conflitto mondiale. Da lì a pochi mesi, il 22 maggio 1939, Hitler e Mussolini stringeranno il Patto d'acciaio tra Italia e Germania.

## Cima Grappa: una vicenda tormentata
Ancor prima che la Grande guerra lo consacrasse a simbolo della vittoria sul nemico e che fosse proclamato «sacro alla Patria», il Monte Grappa era stato oggetto di una contesa meno cruenta ma non meno aspra. Meta di escursioni già alla fine dell'Ottocento il massiccio del Grappa ebbe il suo primo rifugio nel 1897, costruito per iniziativa del Club Alpino Bassanese, tra i cui soci era prevalente la componente borghese e laica di matrice liberale e risorgimentale. Sulla facciata della Capanna Bassano, come fu battezzato il rifugio, fu murata una lapide con versi dell'avvocato e deputato anticlericale Pasquale Antonibon. La Chiesa non volle essere da meno e nel 1899 i vescovi delle diocesi del Veneto si impegnarono in una campagna di consacrazione delle cime e delle vette dei monti. Su proposta del vescovo di Padova un sacello sormontato da una statua della Madonna fu eretto nel 1900 sulla sommità del monte, a poca distanza dalla Capanna Bassano. Il 4 agosto 1901 il patriarca di Venezia cardinale Giuseppe Sarto, futuro papa Pio X, inaugurò e benedisse statua e sacello tra una moltitudine di fedeli: da allora il pellegrinaggio si ripeté puntualmente ogni prima settimana d'agosto, con la sola interruzione degli anni del conflitto.
A guerra conclusa il dissidio tra laici e cattolici si riaccende: il Grappa non è più soltanto il monte sacro alle genti venete, ma è diventato luogo di venerazione per tutti gli italiani e l'esigenza di celebrare degnamente il suo suolo che aveva fatto da ultimo baluardo contro il nemico e coloro che vi avevano versato il sangue per difendere la Patria divenne fortissima.
La vicenda dell'erezione di un monumento che fungesse da memoriale per i caduti sul Grappa nasce da due iniziative contrapposte sul piano ideologico e simbolico: « Il primo passo per un intervento memoriale in cima Grappa, riprendendo un'idea lanciata dall'allora sindaco Antonibon in una lettera a Gaetano Giardino dell'agosto 1918, datava addirittura al gennaio 1919, allorché il consiglio comunale di Bassano deliberava la posa di una singola lapide e stanziava nel contempo una cifra non irrilevante per l'erezione di una fiamma perenne che avrebbe dovuto brillare sul monumento. Ben presto, da più parti le istituzioni locali e l'associazionismo patriottico si mossero per concretizzare il progetto di una consacrazione ad area monumentale della cima. Alla fine del 1919 venne ricostituito in Crespano, sotto la presidenza dell'arciprete Ziliotto, il comitato regionale (Opera regionale Madonnina del Grappa) che nel 1899 aveva promosso la costruzione del primo sacello dedicato alla Madonna, inaugurato poi il 4 agosto 1901. Il comitato di Crespano rappresentava la decisa volontà della Chiesa e del mondo cattolico di procedere alla conquista dell'area sacra, gestendola in esclusiva e attribuendosi, implicitamente, il monopolio del culto dei caduti. Nella primavera 1920, tuttavia, a Bassano venivano gettate le basi per la costituzione di un altro comitato “laico”. Solo nel 1923, l'antagonismo tra i due organismi, quello religioso e quello laico, si sarebbe concretizzato con la costituzione ufficiale del Comitato Nazionale Pro Cimitero Monumentale, con sede a Bassano, presieduto dal generale Augusto Vanzo. Da quel momento la storia della “costruzione della memoria” attraverso il progetto di monumentalizzazione del Grappa fu una storia di attriti, di conflitti simbolici e di lotta per l'egemonia nelle forme del culto, un'ostilità mediata e tenuta sotto controllo dall'opera di Gaetano Giardino, a sua volta protagonista e artefice di un mito guerriero di se stesso, baricentro della propria visione di una memoria eroica del Grappa».
Il 4 agosto 1921 la Madonna del Grappa, danneggiata il 14 gennaio 1918 durante un furioso combattimento e messa al sicuro nella parrocchiale di Crespano fino alla fine della guerra, veniva ricollocata sulla cima del monte con solenne cerimonia, ma il simbolo religioso rischiava di prevalere su quello della religione laica della Patria: questo conflitto si ripercosse sulla vicenda della costruzione del sacrario che intanto cominciava a prendere forma.
Nel 1925 i lavori per la costruzione dell'opera erano già iniziati: si trattava di un ossario ipogeo a pianta esagonale, posto in corrispondenza della cima del monte, con sei gallerie radiali che, intersecando i lati della cripta, avevano da una parte sbocchi panoramici sui campi di battaglia e dall'altra convergevano verso il centro della cappella. Una galleria collegava la cripta-ossario alla galleria Vittorio Emanuele III, scavata durante la guerra con uno sviluppo complessivo di oltre cinque chilometri, che aveva trasformato la montagna in un formidabile sistema difensivo fortificato. Si pensò anche a tracciare il percorso della Via Sacra, che lungo la linea di pendenza del crinale doveva unire l'ingresso all'ossario con il sacello della Madonnina; attraverso questo percorso, prima di tutto simbolico, il dialogo e l'unione tra il codice linguistico religioso e quello laico e militare sembrava mettere pace tra i contendenti del Comitato Nazionale e dell'Opera Regionale. A eseguire i lavori fu il Gruppo Lavoratori Gavotti, lo stesso che durante la guerra aveva scavato la galleria Vittorio Emanuele III, agli ordini del marchese Nicolò Alberto Gavotti, ufficiale pluridecorato del Genio, ora console della Milizia e presidente della sezione romana del Comitato pro Cimitero del Grappa: ad affiancarlo l'ingegner Roberto Mentasti.
Nel 1927 i lavori dell'ossario ipogeo potevano dirsi conclusi: mancavano però le opere di completamento che qualificassero architettonicamente all'esterno il complesso, cioè l'ingresso monumentale e il coronamento di una torre-faro, da erigersi sul punto trigonometrico di Cima Grappa. Il marchese Gavotti affidò l'incarico all'architetto romano Limongelli, che disegnò un faro colossale con base circolare di 60 metri di diametro e di 35 metri d'altezza ricoperto da una cupola bronzea, ispirandosi forse al monumento ai caduti realizzato da Armando Brasini a Tripoli nel 1924.
A Mussolini il progetto, definito sarcasticamente dal generale Giardino «babilonese», non piacque; dal canto suo la Chiesa veneta, tramite l'Opera Madonna del Grappa, protestò fermamente perché temeva che l'ingombrante mole della torre-faro di Limongelli avrebbe oscurato il sacello che custodiva l'immagine sacra «cara alle genti venete», annullando il delicato equilibrio tra il simbolismo religioso della Via Sacra e quello laico e civile dell'ossario. Il completamento dell'opera non si fece, del progetto Gavotti-Limongelli fu realizzato solo il portale monumentale, modificato e battezzato con il nome di Roma, che esiste tuttora e funge da osservatorio sui campi di battaglia del Grappa: nell'aprile del 1932 il Comitato è sciolto d'autorità da Mussolini in persona, che lo affida a un Commissario straordinario da lui nominato, il generale Ugo Cei, mentre il generale Faracovi, escluso de facto dalle vicende dell'ossario monumentale del Grappa fin dai primi anni della tormentata vicenda, ora lo è anche de iure e per il monumento inizia un nuovo percorso.
Appena nominato Commissario del Governo per il cimitero monumentale del Grappa il generale Cei stende una dettagliata Relazione sulle condizioni statiche e sui lavori da eseguire che mette in luce i seri problemi di resistenza della roccia e l'infiltrazione di acque meteoriche della cripta ipogea, al punto che venne deciso di chiuderla e di ripartire ex novo con un altro progetto.
Nell'estate del 1933 Ugo Cei entra in contatto con lo scultore milanese Giannino Castiglioni, conosciuto tramite il nipote Giorgio Pierotti Cei, e l'architetto Giovanni Greppi, presentatogli dallo stesso Castiglioni. Già nel febbraio 1934 la nuova opera è pronta per entrare nella fase esecutiva, si sottoscrive il capitolato d'appalto, il progetto passa al vaglio della Presidenza del Consiglio (ovvero di Mussolini) e il 22 settembre 1935 viene inaugurato dal Re d'Italia.
Il sacrario di Greppi e Castiglioni si estende lungo il costone a sud della cima del monte, proteso verso Bassano e la pianura veneta: le salme dei soldati caduti che difesero il Grappa tornavano a rivedere idealmente la terra per la quale avevano fatto sacrificio vigilando su di essa e offrendo la loro visibile presenza alla riconoscenza del visitatore in pellegrinaggio. Coerente al programma ideologico che esige di creare spazi sacri da dedicare alla liturgia della nuova «religione politica», Greppi progettò un ciclopico sistema di gironi concentrici, muraglioni in pietra del Grappa alti quattro metri e distanti dieci metri l'uno dall'altro, che avvolgono la sommità del monte e paiono scendere a cascata verso il basso, con un ritmo che ripete l'ordine dei soldati schierati in battaglia. Nei muraglioni (che sono in realtà pareti di rivestimento dello spessore tra i 65 e gli 85 cm) trovano posto i resti di 12 615 soldati italiani morti, dei quali solo 2 283 identificati, custoditi in loculi prefabbricati a forma di lunetta chiusi da targhe di bronzo, in cui si alternano le sepolture individuali, ciascuna con il suo nome, a quelle collettive raggruppate per cento ignoti: il richiamo ai sepolcreti romani a colombario è del tutto evidente e questa sarà la cifra stilistica che ritroviamo nei sacrari che Greppi progettò negli anni successivi. Il sovrapporsi delle muraglie, percorribili a piedi, è tagliato al centro da uno scalone che porta alla tomba del maresciallo Gaetano Giardino, che aveva fortemente voluto essere sepolto tra i suoi soldati; il percorso culmina nel santuario della Madonnina, ricostruito per l'occasione dopo l'abbattimento del sacello originale, non senza malumori da parte della Chiesa, e da lì parte la Via Sacra, ribattezzata «Eroica», lunga trecento metri, che si conclude con il portale Roma di Alessandro Limongelli. Ai lati della Via Eroica quattordici cippi in pietra, scolpiti da Castiglioni, ricordano in rilievo i nomi delle località del massiccio del Grappa dove si svolsero i combattimenti più cruenti, ma sono anche un richiamo esplicito alle stazioni della Via Crucis. Dalla parte opposta delle sepolture degli italiani, rivolti geograficamente e simbolicamente a nord, trovano posto i 10.295 caduti austro-ungarici.
Greppi e Castiglioni assolsero egregiamente al compito loro assegnato, interpretando in modo fedele il tema indicato da Mussolini, «schierare i gloriosi caduti, i combattenti magnifici», ma riescono anche a garantire l'«interrelazione dei codici» e dei simboli, quelli civili e quelli religiosi: il monte Grappa come nuovo Golgota, il Calvario del soldato d'Italia che ha donato la vita per salvare i destini della Nazione. Il sacrario del Grappa non ha spazi chiusi, tutto si svolge all'aperto, secondo un percorso simbolico che dal basso dei campi di battaglia sale gradualmente verso la sommità del monte, verso la Resurrezione e la Gloria. È un'architettura da percorrere en plein air, all'opposto di quella oscura e criptica degli ossari tradizionali. È anche un'architettura del «silenzio», nella quale i simboli del regime non sono mai espliciti, non parlano il linguaggio retorico e stentoreo che si trova, per esempio, nel monumento alla Vittoria di Bolzano, progettato da Marcello Piacentini tra il 1926 e il 1928: a parlare doveva essere solo l'architettura, ogni ornamento plastico superfluo fu escluso, al punto che venne rimossa la gigantesca raffigurazione allegorica della Patria Fascista, scolpita da Castiglioni e ben visibile sia nelle foto d'archivio sia nel filmato Luce girato il giorno dell'inaugurazione, ma ben presto scomparsa senza lasciare traccia. Dalle pagine della rivista «Architettura» Marcello Paniconi plaudì alla scelta di non alzare «pretestuosamente verso il cielo» l'edificio, ma di lasciare «che la terra resti terra, il monte resti monte». La critica più avvertita colse la diversità e la modernità del progetto di Greppi e ne decretò il successo.
Il nuovo monumento segnò una svolta decisiva e un punto di non ritorno al passato, non solo dal punto di vista artistico, ma soprattutto da quello simbolico, ideologico e politico. L'impronta confessionale dei templi votivi e degli ossari, il repertorio eclettico degli stili, che aveva risentito dello spontaneismo delle iniziative locali e del provincialismo della committenza - legata alla vera o presunta tradizione architettonica e artistica del sito - sono ormai inadeguate a rappresentare l'idea fascista della Grande guerra come mito da tramandare nei secoli. L'architettura dei nuovi sacrari ha il compito di «diventare espressione di un ben determinato contenuto politico [...] in rapporto alla sua capacità di rappresentare l'idea fascista.», come aveva auspicato pochi anni prima Pier Maria Bardi nel suo articolo programmatico Architettura, arte di Stato.

## Redipuglia: scenografia della morte di massa
Con il commissariato di Ugo Cei, succeduto a Giovanni Faracovi e alla breve parentesi del generale Alberto Gordesco (in carica per un solo anno fino al febbraio 1934) trova piena attuazione e compimento il programma ideologico voluto dal fascismo per celebrare degnamente la guerra vittoriosa e i caduti che la resero possibile. Con il regio decreto-legge 752 del 31 maggio 1935, convertito nella legge 9 gennaio 1936 n. 132, il generale Cei è nominato Commissario Generale Straordinario per la sistemazione di tutti i cimiteri di guerra nel Regno e all'estero, viene soppressa la Commissione consultiva e il Commissario straordinario è messo alle dirette dipendenze del Capo del Governo (art. 3). Dopo il successo decretato dal sacrario del Grappa Cei si avvarrà esclusivamente della collaborazione di Greppi e Castiglioni per i progetti degli ultimi sacrari, tra i quali Redipuglia sarà senza dubbio l'opera più impegnativa e importante, sia sul piano architettonico sia su quello politico.
Il sacrario di Redipuglia, il più grande monumento dedicato ai caduti della Prima guerra mondiale in Italia e tra i maggiori d'Europa, doveva prendere il posto, o comunque affiancare, il Cimitero degli Invitti della Terza armata sul Colle Sant'Elia (quota 48), ideato dal colonnello Paladini e da Giannino Antona-Traversi nel 1919. Il cimitero era stato inaugurato il 24 maggio 1923 da Mussolini e da Emanuele Filiberto, duca d'Aosta, il quale, in un discorso carico di enfasi e di retorica, definì il cimitero stesso «campo della lotta, altare del martirio, tempio della Vittoria».  Il Cimitero degli Invitti era uno dei più vasti d'Europa: le tombe erano divise in sette settori e disposte a gironi concentrici intorno al Colle Sant'Elia per uno sviluppo complessivo di oltre ventidue chilometri. Sulla cima del colle svettava una cappella votiva, sormontata da un faro a forma di obelisco. Al posto delle tradizionali lapidi uniformi su ogni tomba c'erano cimeli, armi, oggetti d'uso quotidiano della vita di trincea, raccolti meticolosamente e deposti a memento del caduto con effetto surreale e patetico al tempo stesso. Su ogni tomba motti, versi, pensieri nei quali si esaltava un epos popolare fatto di sacrifici individuali piccoli e supremi. Fu lo stesso Antona-Traversi, poeta e commediografo, a dettare le epigrafi in versi su ciascuna tomba. Tuttavia l'accento poetico di questo cimitero, ritenuto simbolicamente importante perché custodiva le salme dei caduti delle battaglie dell'Isonzo e del Carso, fu giudicato non consono alla esaltazione della guerra vittoriosa: ogni riferimento luttuoso e intimistico al sacrificio individuale doveva sparire, sostituendolo con il culto di massa del caduto e con la sua glorificazione.
Già nel novembre 1928 il generale Faracovi, nel suo programma di sistemazione dei cimiteri di guerra inviato a Mussolini, aveva pensato a dare un assetto definitivo al Colle Sant'Elia, riunendo in un unico ossario i soldati morti sul Carso. Emanuele Filiberto stesso gli aveva avanzato l'idea «di raccogliere i suoi amatissimi Eroi in un solo luogo: a Redipuglia». Faracovi colse il suggerimento e indicò a Mussolini Redipuglia come luogo adatto ad ospitare «grandi monumentali Ossari a loculi individuali destinati a sorgere sulle tre linee principali o avanzate, corrispondenti a quelle che segnarono le più importanti fronti di combattimento». La morte del duca d'Aosta, avvenuta il 4 luglio 1931, accelera la decisione di una sistemazione monumentale del cimitero degli Invitti, anche per esaudire l'esplicita volontà di Emanuele Filiberto di essere seppellito «nel cimitero di Redipuglia, in mezzo agli Eroi della Terza Armata». A partire dal novembre 1931 i progetti di risistemazione del Sant'Elia si susseguono: uno di Alessandro Limongelli e ben tre di Gino Peressutti vengono scartati a favore di quelli di Pietro Del Fabro, che doveva sistemare i gironi, e di quello complementare di Ghino Venturi, cui spettava il progetto della tomba del duca d'Aosta e dell'ingresso monumentale al cimitero.
Con il concludersi dei mandati Faracovi e Gordesco è ancora Ugo Cei a imprimere una svolta, impedendo con forza la prosecuzione della sistemazione del cimitero, che evidentemente lo trova in disaccordo: revoca l'incarico a Del Fabro e Venturi, liquida l'impresa e sospende i lavori. Come per il sacrario del Grappa, che aveva riscosso tanto successo, Cei decide di avvalersi della consulenza di Greppi e Castiglioni e di affidar loro l'incarico di stendere un primo bozzetto, già pronto prima del settembre 1935. Ma è lo sforzo di trasformare in ossario monumentale il cimitero del Colle Sant'Elia, che intanto cominciava a deteriorarsi, a non convincere il generale Cei, che comunica le sue perplessità a Mussolini, proponendogli, tra le altre, l'ipotesi di una nuova ubicazione e la costruzione ex novo di un monumento «grandiosissimo, semplice, austero e duraturo». Il duce lo approva.
Le trattative per l'acquisizione dei terreni su cui costruire il sacrario durano fino al luglio 1936, quando il Comune di Fogliano di Monfalcone (rinominata Fogliano Redipuglia con R. Decreto nel 1939) delibera la cessione gratuita al Commissario straordinario per il Governo delle partite tavolari n. 60 e n. 63, site nelle frazioni di Polazzo e di Redipuglia. I lavori per il sacrario hanno inizio e la sorte del Cimitero degli Invitti è segnata: la torre-faro e la cappella votiva vengono abbattute, la tomba del duca d'Aosta e le salme dei caduti trasferite nel nuovo monumento, il colle Sant'Elia viene trasformato in Parco della Rimembranza. Il 19 settembre 1938 il Sacrario di Redipuglia venne inaugurato da Mussolini durante il viaggio che lo portò nelle più importanti città delle Tre Venezie e sui campi di battaglia in occasione del ventennale della vittoria.
Il nuovo sacrario di Greppi e Castiglioni è grandioso, ma al contempo sobrio ed essenziale. Esso si adagia sul versante occidentale del Monte Sei Busi, proprio di fronte al Cimitero degli Invitti della III Armata sul Colle Sant'Elia, e consta di una colossale scalinata di ventidue gradoni che segue il declivio del monte e che si restringe via via che si sale, così da accentuare l'effetto prospettico di convergenza verso il fuoco ottico e simbolico, le tre croci poste sulla sommità, a quota 117. La scalinata è preceduta da un vasto piazzale per le adunate e da una Via Eroica, scandita da trentotto lapidi di bronzo a pavimento, a ricordo delle battaglie combattute sul Carso. Alla fine della Via Eroica trovano posto, elevate su una piattaforma, le tombe monolitiche perfettamente squadrate di Emanuele Filiberto e dei suoi generali, schierati alle sue spalle. Sotto la tomba del duca d'Aosta si accede mediante una scala alla cripta. Dietro le arche dei comandanti della III Armata i ventidue gradoni custodiscono le salme di quarantamila soldati identificati, disposti in loculi chiusi da lastre di bronzo recanti i nomi di ciascun caduto; essi si ricongiungono idealmente ai sessantamila ignoti, custoditi nelle tombe comuni poste in cima al monte, ai lati della cappella votiva sormontata dalle croci del Calvario. Il ripetersi ossessivo della scritta Presente, che scandisce le fasce marcapiano dei gradoni, allude esplicitamente al rito militare e poi fascista (destinato ai martiri della Rivoluzione) dell'appello, per celebrarne la memoria e saldare attraverso il rituale della conclamatio, di origine romana, il legame tra i vivi e i morti, anche per la «causa fascista». Il tema dell'appello era stato al centro del Sacrario dei Martiri Fascisti, realizzato nel 1932 da Adalberto Libera e Antonio Valente per la Mostra della Rivoluzione Fascista, in occasione del decennale della marcia su Roma. La sala U, dedicata ai Martiri Fascisti, era immersa in una penombra azzurrina, appena illuminata dalla parola «Presente» ripetuta infine volte lungo le pareti circolari, quasi a simulare un raduno. L'appello dei Caduti ammonisce che essi non sono realmente morti, ma sono presenti nella memoria, vivi nell'immortalità dell'azione, della quale la guerra è la suprema espressione collettiva: la morte individuale è superata e trascesa dal conseguimento della Vittoria. Secondo le parole di Dino Alfieri, che redasse la guida alla Mostra, il sacrificio supera l'individuo per attingere «il Regno più alto» che corona il fascismo «di immortalità». Nel sacrario di Redipuglia questa nuova liturgia trionfa alla luce del sole, portando a compimento il percorso ideologico e politico di fascistizzazione della Grande guerra, definitivamente assurta a mito di fondazione del regime. I caduti nella guerra mondiale sono diventati così i veri artefici consapevoli non solo della vittoria, ma soprattutto della Rivoluzione fascista, che senza di loro non sarebbe stata possibile. Il loro sacrificio si identifica con quello dei martiri della causa fascista e realizza pienamente l'idea di uno Stato etico, al di fuori del quale l'individuo non esiste, dentro il quale egli può realizzarsi solo come parte organica del tutto. Negli spazi sacri dell'«architettura necessaria» la morte e il tempo vengono sfidate «con materie indistruttibili, come la pietra rude, il bronzo», così che l'arte possa compiere il miracolo di richiamare in vita coloro che sono morti, rappresentandone non la caduta, ma il cammino verso la vittoria.

## Ultimi sacrari
Il programma politico di sacralizzazione dei luoghi della Grande guerra non finisce con Redipuglia. Mentre vengono portati a termine i sacrari progettati anni prima, come quello di Oslavia, su progetto di Ghino Venturi, durante il commissariato Faracovi dai «suoi» architetti, all'inizio del 1936, sotto la direzione di Ugo Cei, Greppi e Castiglioni sono impegnati in ben sette progetti diversi «già approvati dal Duce»: oltre a quello di Redipuglia, i sacrari di Pian di Salesei, Timau, Colle Isarco, Caporetto, Pola e Zara, ai quali si aggiungeranno, ancora in territorio sudtirolese, quelli di Passo Resia e San Candido, e la sistemazione del tempio-sacrario sul colle monumentale di Santo Stefano a Bezzecca, che conserva insieme caduti garibaldini della terza guerra d'indipendenza e caduti della Prima guerra mondiale.
In questi ultimi sacrari ritroviamo, ripresi non meccanicamente, ma sempre in modo da adattarsi al contesto spaziale del sito, l'ordine figurativo-simbolico e gli stilemi tipici di Greppi e Castiglioni: la parete-ossario, la scalinata, la via sacra, la cappella posta alla fine di un percorso ascensionale in cui prevale la linea orizzontale, i loculi a colombario di ascendenza romana, l'uso della pietra locale. Tuttavia, con il ridursi della scala dimensionale rispetto ai grandi monumenti del Grappa e di Redipuglia, «l'istanza celebrativa è meno pressante, la tensione evocativa si stempera in immagini di maggior pacatezza». Nei sacrari di Pian di Salisei, di Timau, di Bezzecca, l'intervento di Greppi non cancella i simboli religiosi (le preesistenti chiesette), ma li inserisce in un percorso coerente, in cui rituale cattolico e rituale fascista coesistono e si rafforzano a vicenda. A San Candido, al Passo Resia e al Brennero i tre piccoli sacrari sembrano voler affermare l'italianità di quelle terre di confine, annesse all'Italia subito dopo la conclusione del conflitto, ma senza giungere ai toni enfatici e trionfalistici del monumento piacentiniano alla Vittoria di Bolzano: il nemico di ieri è diventato l'alleato di oggi e nei tre monumenti i simboli guerreschi e nazionalisti si attenuano fino quasi ad annullarsi in un più pacato linguaggio civile.